# Ostra (miasto Čačak)
Ostra (cyr. Остра) – wieś w Serbii, w okręgu morawickim, w mieście Čačak. W 2011 roku liczyła 918 mieszkańców.